# 拉什莫爾 (明尼蘇達州)
拉什莫爾（英語：Rushmore）是一個位於美國明尼蘇達州諾布爾斯縣的城市。

## 人口

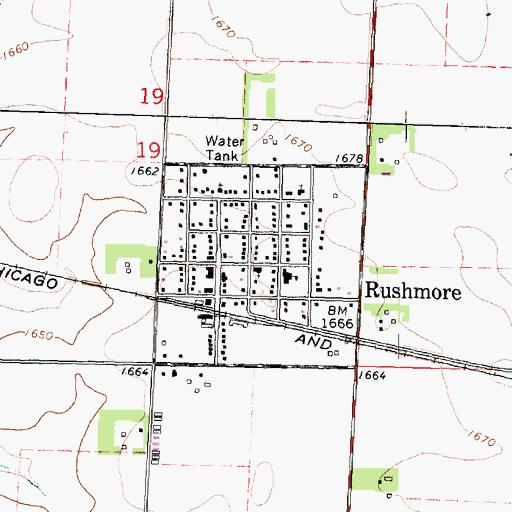
拉什莫爾的地形圖

根據2020年美國人口普查的數據，拉什莫爾的面積為0.66平方千米，皆為陸地。當地共有人口365人，而人口密度為每平方千米553人。